# Вітфілд (округ Санта-Роза, Флорида)
Вітфілд (англ. Whitfield) — переписна місцевість (CDP) в США, в окрузі Санта-Роза штату Флорида. Населення — 312 особи (2020).

## Географія
Вітфілд розташований за координатами 30°52′25″ пн. ш. 87°4′0″ зх. д. / 30.87361° пн. ш. 87.06667° зх. д. (30.873546, -87.066556).  За даними Бюро перепису населення США в 2010 році переписна місцевість мала площу 10,85 км², з яких 10,75 км² — суходіл та 0,10 км² — водойми.

## Демографія
Згідно з переписом 2010 року, у селищі мешкало 295 осіб у 121 домогосподарстві у складі 88 родин. Густота населення становила 27 осіб/км².  Було 137 помешкань (13/км²).
Расовий склад населення:
| - 93,6 % — білих - 3,1 % — корінних американців - 2,0 % — осіб інших рас |

До двох чи більше рас належало 1,4 %. Частка іспаномовних становила 4,7 % від усіх жителів.
За віковим діапазоном населення розподілялося таким чином: 20,3 % — особи молодші 18 років, 67,5 % — особи у віці 18—64 років, 12,2 % — особи у віці 65 років та старші. Медіана віку мешканця становила 46,4 року. На 100 осіб жіночої статі у селищі припадало 87,9 чоловіків;  на 100 жінок у віці від 18 років та старших — 91,1 чоловіків також старших 18 років.
Середній дохід на одне домашнє господарство  становив 34 193 долари США (медіана — 32 000), а середній дохід на одну сім'ю — 31 866 доларів (медіана — 32 250). 
Цивільне працевлаштоване населення становило 31 особа. Основні галузі зайнятості: науковці, спеціалісти, менеджери — 32,3 %, оптова торгівля — 29,0 %, будівництво — 22,6 %.